# 펑자섬

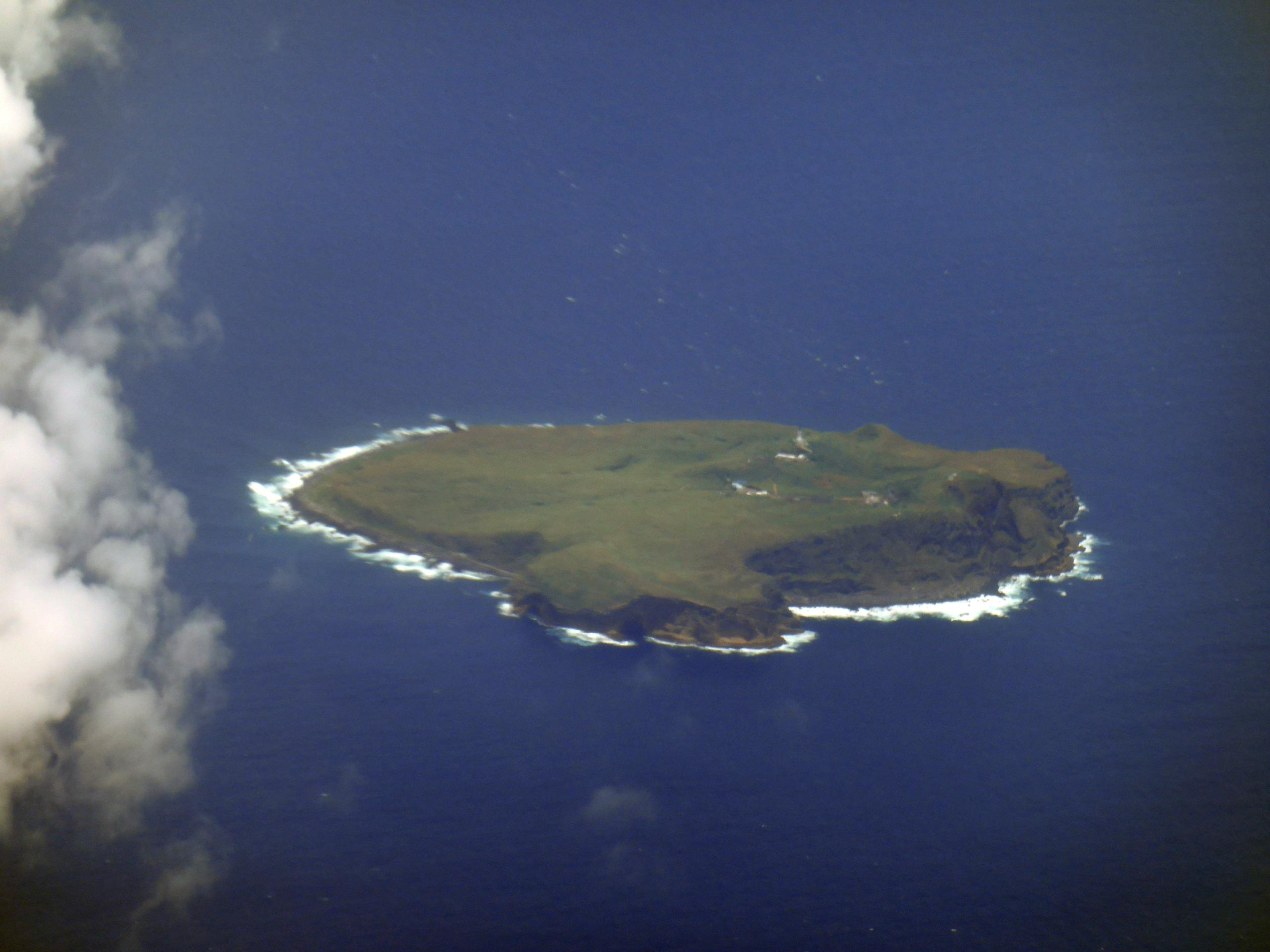
펑자섬의 모습

펑자섬(중국어: 彭佳嶼, 팽가서)은 대만 본섬 동북쪽에 있는 무인도로 센카쿠·댜오위다오에서 가장 가까운 섬이다. 푸젠성을 제외하고 중화민국이 실효 지배하는 지역의 최북단이며 중화민국 실효 지배 지역의 최북동단이다. 그러나 이 섬에서는 장기간 내내 늘 체류하게 되어 있는 거주민은 대한민국의 격렬비열도와 비슷하게 아예 없는 것으로 드러난다. 다만 약 40여 명이 살고 있는 분들은 대개 기상관측소, 타이완 해경 직원 등이 일시적으로 순찰하여 활동 중인 것으로 드러난다. 이와 같이 일본이 대만이나 중국이 센카쿠·댜오위다오를 완전히 가져 갈 수 있는 중간 기지가 되는 섬이기도 하지만 센카쿠 열도가 일본, 중국 및 대만 측에서 군함이 도달될 때 오키나와섬보다는 중국 대륙 쪽이 더 빨리 도착하는 것으로 드러나게 된다.

## 같이 보기
- 이시가키섬
- 요나구니섬
- 오키 제도
- 독도
- 울릉도
- 스프래틀리 군도
- 격렬비열도
- 푸젠성
- 펑자 등대
- 포클랜드 제도
- 서해 5도